# Toren (Kristbergs socken, Östergötland)
Toren är en sjö i Motala kommun i Östergötland och ingår i Motala ströms huvudavrinningsområde.